# Dusk Till Dawn
"Dusk Till Dawn" é uma canção do cantor inglês Zayn com a cantora e compositora australiana Sia, que foi lançada mundialmente como single da edição japonesa do segundo álbum de estúdio do intérprete, Icarus Falls (2018) em 7 de setembro de 2017. O vídeo musical de acompanhamento foi lançado no mesmo dia, possui Zayn e a atriz americana Jemima Kirke. A canção também aparece no trailer oficial do filme The Mountain Between Us. Comercialmente, a faixa atingiu o topo das paradas musicais de dez países, incluindo Austrália, Canadá, Alemanha, França e Reino Unido.

## Composição
"Dusk Till Dawn" é uma power ballad pop. A revista Fact descreveu a canção como "fase balada" e afirmou ainda que "em vez de fugir de suas raízes pop [Zayn] parece relaxar e re-abraçar o começo no pop". Ao falar sobre a canção, Zayn disse: "Foi aí que eu comecei e, obviamente, ainda estou lá. Ainda gosto de música pop, mas trata-se de colocar minha própria rotação, tornando-me".
A música está na chave do Si menor com um ritmo de 180 batimentos por minuto. O medidor é o tempo comum. A progressão harmônica é Bm7–G–D–F♯m7/C♯–Bm7–G–D–A/C♯. Os vocais abrangem duas oitavas, D3 para D5.

## Recepção

### Crítica
Hugh McIntyre,  Forbes, disse que a canção é tão "épica quanto necessária para considerar as duas potências anexadas". Ele observou que "possui vocais poderosos, notas altas e um gancho vocal que é de alguma forma impossível de cantar ao mesmo tempo, enquanto ainda é memorável". McIntyre também previu que poderia ser um candidato potencial ao Grammy Award de Melhor Duo Pop.
Michael Cragg da The Guardian escolheu a canção como "faixa da semana" e descreveu-a como "um pop perfeito". Elias Leight, da Rolling Stone, descreveu a canção como "balada latejante" e disse que o dueto "se aproxima do estilo da marca registrada [de Sia]", afirmando ainda que "Sia liga sua voz potente para se harmonizar melhor com Malik, ela geralmente lida com a extremidade baixa, enquanto seu canto flutua nos falsetes". A MTV disse que a faixa é um "dueto cinematográfico maciço".
Jordan Sargent, escrevendo para a SPIN, disse que "Dusk Till Dawn" foi "um passo para trás" do single anterior de Zayn, "Still Got Time", e comentou ainda que a colaboração com Sia era "bastante previsível e principalmente desinteressante".

### Comercial
Em setembro de 2017, cerca de 58.000 cópias digitais da canção aviam sido vendidas nos Estados Unidos de acordo com a Nielsen SoundScan. A faixa vendeu 28.561 downloads no Reino Unido durante sua primeira semana. Em 5 de outubro de 2017, a canção vendeu cerca de 65.000 cópias nos Estados Unidos.

## Vídeo musical

### Sinopse
Dirigido por Marc Webb, o vídeo musical de "Dusk Till Dawn" estreou no YouTube em 7 de setembro de 2017, recebendo mais de 9,77 milhões de visualizações em seu primeiro dia. É o primeiro vídeo musical de Webb em sete anos. O vídeo musical exibe Zayn com seu misterioso colaborador, interpretado pela atriz Jemima Kirke, fugindo de dois grupos criminosos. Logo após um breve confronto, Zayn escapa em uma intensa perseguição de carro e eventualmente atrai ambos grupos para uma armadilha.
O vídeo foi inspirado nos filmes Casino e Goodfellas. De acordo com Zayn, "definitivamente é um aceno para uma era particular de vídeos de música. No início dos anos 90, em torno desse período, as pessoas realmente tentaram fazer esses filmes épicos e intensos para seus vídeos, Michael Jackson sendo um excelente exemplo disso. Queria voltar e dar aos meus fãs algo parecido, ao invés de apenas um vídeo cansativo".

### Recepção
Elias Leight, da Rolling Stone, disse que "Jemima Kirke e Zayn Malik são os Bonnie e Clyde modernos no novo clipe". Um colaborador da MTV elogiou os visuais dramáticos e escreveu: "O vídeo é um grande passo em frente de seus vídeos musicais anteriores e não podemos deixar de nos perguntar se esta é apenas a primeira parte da história". A Fact descreveu o vídeo como "um mini-filme de assalto abarrotado de cinco minutos repletos de ação". O vídeo musical já havia recebido mais de 370 milhões de visualizações no YouTube em 19 de novembro de 2017.

## Desempenho nas tabelas musicais
| Tabela musical (2017)                          | Melhor posição |
| ---------------------------------------------- | -------------- |
| Austrália (ARIA)                               | 6              |
| Áustria (Ö3 Austria Top 75)                    | 1              |
| Bélgica (Ultratop 50 de Flandres)              | 5              |
| Bélgica (Ultratop 50 da Valônia)               | 5              |
| Canadá (Canadian Hot 100)                      | 5              |
| Croácia (HRT)                                  | 1              |
| República Checa (Rádio Top 100)                | 25             |
| República Checa (Singles Digitál Top 100)      | 1              |
| Dinamarca (Tracklisten)                        | 12             |
| Finlândia (Suomen virallinen lista)            | 4              |
| França (SNEP)                                  | 2              |
| O campo songid é OBRIGATÓRIO PARA PARADA ALEMÃ | 3              |
| Greece Digital Songs (Billboard)               | 1              |
| Hungria (Rádiós Top 40)                        | 32             |
| Hungria (Stream Top 40)                        | 2              |
| Irlanda (IRMA)                                 | 4              |
| Itália (FIMI)                                  | 6              |
| Letônia (Latvijas Top 40)                      | 1              |
| Líbano (Lebanese Top 20)                       | 1              |
| Lituânia (M-1 Top 40)                          | 5              |
| Malásia (RIM)                                  | 1              |
| México (Billboard Ingles Airplay)              | 1              |
| Países Baixos (Dutch Top 40)                   | 3              |
| Países Baixos (Mega Top 50)                    | 5              |
| Países Baixos (Single Top 100)                 | 7              |
| Nova Zelândia (Recorded Music NZ)              | 8              |
| Noruega (VG-lista)                             | 3              |
| Filipinas (Philippine Hot 100)                 | 17             |
| Polónia (Polish Airplay Top 100)               | 1              |
| Portugal (AFP)                                 | 2              |
| Roménia (Airplay 100)                          | 16             |
| Romania Radio Songs (Media Forest)             | 8              |
| Romania TV Airplay (Media Forest)              | 11             |
| Russia Airplay (Tophit)                        | 11             |
| Escócia (Scottish Singles Chart)               | 5              |
| Eslováquia (Rádio Top 100)                     | 2              |
| Eslováquia (Singles Digitál Top 100)           | 2              |
| Eslovênia (SloTop50)                           | 17             |
| Espanha (PROMUSICAE)                           | 33             |
| Suécia (Sverigetopplistan)                     | 2              |
| Suíça (Schweizer Hitparade)                    | 1              |
| Reino Unido (UK Singles Chart)                 | 5              |
| Estados Unidos (Billboard Hot 100)             | 44             |
| Estados Unidos (Billboard Adult Top 40)        | 29             |
| Estados Unidos (Billboard Mainstream Top 40)   | 34             |

## Certificados
| País                 | Provedor   | Certificação                              |
| -------------------- | ---------- | ----------------------------------------- |
| Austrália            | ARIA       | Platina                                   |
| Bélgica (BEA)        | Ouro       | 0*                                        |
| França (SNEP)        | Ouro       | 75.000*                                   |
| Itália (FIMI)        | Platina    | 0‡                                        |
| Nova Zelândia (RMNZ) | Ouro       | Erro de expressão: Operador * inesperado* |
| Suécia (GLF)         | 2× Platina | 0^                                        |

## Histórico de lançamento
| País           | Data                   | Formato                | Gravadora | Ref.   |
| -------------- | ---------------------- | ---------------------- | --------- | ------ |
| Vários         | 7 de setembro de 2017  | Download digital       | RCA       | [ 2 ]  |
| Reino Unido    | 9 de setembro de 2017  | Contemporary hit radio | RCA       | [ 71 ] |
| Estados Unidos | 19 de setembro de 2017 | Contemporary hit radio | RCA       | [ 72 ] |
| Itália         | 6 de outubro de 2017   | Contemporary hit radio | Sony      | [ 73 ] |